# Grzegorz Gierak
Grzegorz Gierak (ur. 13 sierpnia 1956 w Warszawie) – polski aktor teatralny i filmowy.

## Życiorys
Absolwent Zespołu Szkół Łączności w Warszawie. W 1981 roku ukończył studia na PWST w Warszawie.

## Filmografia
- 1988: Mistrz i Małgorzata − członek „Massolitu” (odc. 1 i 3)
- 1988–1990: W labiryncie
- 1989: Lawa − Oficer Wyższy w „Salonie Warszawskim”
- 1989: Urodzony po raz trzeci − SS-mann w foto-atelier „Tobi” w Kielcach
- 1990: Superwizja − agent Superwizji
- 1991: Pogranicze w ogniu − kierownik personalny w dyrekcji kolei w Gdańsku (odc. 23)
- 1992: Wszystko co najważniejsze...
- 1993: Czterdziestolatek. 20 lat później − dyrektor hotelu „Mercure” (odc. 6)
- 1993: Pora na czarownice − urzędnik
- 1993: Zespół adwokacki − Marczak, naczelnik Michałowa (odc. 3)
- 1995: Ekstradycja (odc. 1)
- 1995: Matki, żony i kochanki − kierowca TIR-a
- 1995: Sukces − pracownik „Dorexu” (odc. 1)
- 1996: Dzieci i ryby − uczestnik zjazdu absolwentów
- 1997: Sztos
- 1999: Pierwszy milion − pracownik „Frika”
- 2000: Twarze i maski − przedstawiciel gminy (odc. 8)
- 2001: Marszałek Piłsudski − dyrektor Zachęty (odc. 8)
- 2002−2010: M jak miłość − lekarz (odc. 81, 89, 94, 805)
- 2002−2010: Samo życie − policjant
- 2003−2010: Na Wspólnej − lekarz
- 2004: Glina − komisarz Miller, oficer CBŚ
- 2007: Determinator − doktor Adam Grodek
- 2014: Prawo Agaty − burmistrz dzielnicy (odc. 64)
- 2022: Na sygnale − płk Albert Bieliński, szef stacji
- 2023: Ojciec Mateusz − Tomasz Maliszewski (odc. 391)
- 2023: Na dobre i na złe − działkowiec (odc. 884)
- 2024: Korona królów. Jagiellonowie − duchowny (odc. 198)
- 2024: Komisarz Alex − Wiktor Szklarski, były wspólnik Wojciecha Maja
- 2024: Barwy szczęścia − Stefaniak (odc. 2936)